# انگشت‌بندی

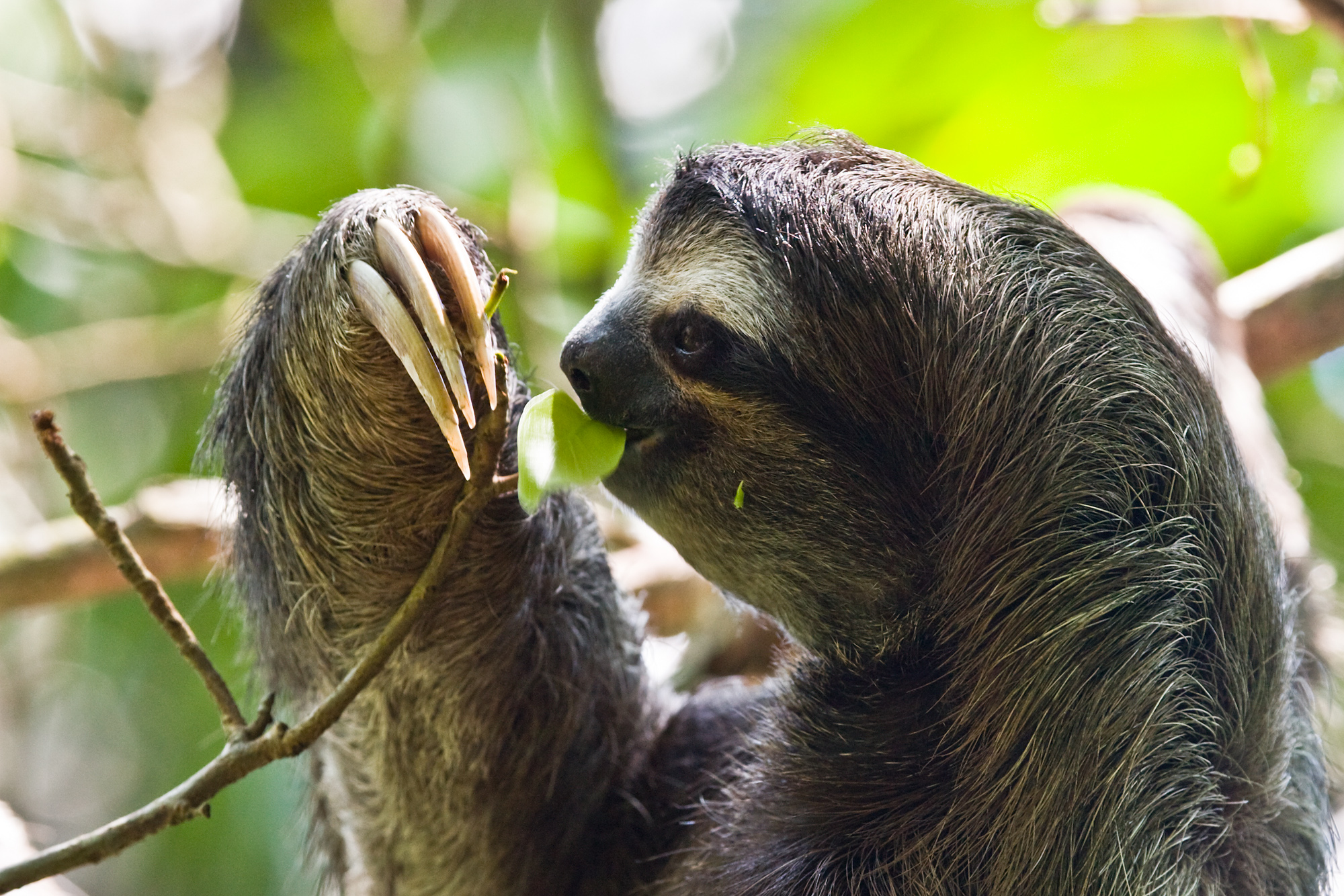
تنبل سه‌انگشتی

در زیست‌شناسی به نوع و تعداد و ترتیب قرار گرفتن انگشتان دست و پا یا بال‌ها در جانداران چهاراندام، انگشت‌بندی یا داکتیلی (انگلیسی: Dactyly) می‌گویند.
بررسی نوع انگشت‌بندی جانداران بر پایهٔ تعداد انگشت‌ها نشان می‌دهد که می‌شود همه جانداران را به پنج دستهٔ یک‌انگشتی‌ها، دوانگشتی‌ها، سه‌انگشتی‌ها، چهارانگشتی‌ها و پنج‌انگشتی‌ها تقسیم کرد.
انگشت‌بندی جانداران همچنین می‌تواند تحت تأثیر نقص‌های مادرزادی شکل گرفته باشد؛ نقص‌هایی چون انگشت‌چسبی، پُرانگشتی، کم‌انگشتی و خمیده‌انگشتی.

## بر پایهٔ تعداد

### پنج‌انگشتی‌ها
به جاندارانی که در هر دست یا پا پنج انگشت دارند جانداران پنج‌انگشتی می‌گویند.
به‌طور سنتی باور بر این است که نیاکان همه چهاراندامان زنده امروزی دست و پاهای پنج‌انگشتی داشته‌اند، اگرچه بسیاری از گونه‌ها در حال حاضر برخی یا تمام انگشت‌های خود را با فرایند فرگشت از دست داده‌اند یا دچار دگرگونی شده‌اند. با این حال، این دیدگاه توسط استیون جی گولد در مقاله ۱۹۹۱ او به نام «هشت (یا کمتر) خوکچه کوچک» به چالش کشیده شد. او در این نوشتار، چند انگشتی بودن در چهارپایان اولیه را بررسی کرده و تخصصی شدن کار انگشت‌ها از طریق کاهش تعداد آنها را توصیف کرده است.
خزندگان امروزی پنج‌انگشتی‌اند. سگ‌ها و گربه‌ها در پنجه‌های خود چهارانگشتی‌اند اما با حساب شست کوچکی که بالاتر از انگشتان خود دارند و به شستک معروف است، می‌توان آن‌ها را هم پنج‌انگشتی به‌شمار آورد.

### چهارانگشتی‌ها
به گونه چینشی در دست و پای جاندار می‌گویند که شامل چهار انگشت باشد، مانند بسیاری از دوزیستان، پرندگان و دایناسورهای دَدپا.

### سه‌انگشتی‌ها

بازو و دست سه‌انگشتی آلوسور. دستان این جاندار سه بخش اصلی داشت به نام‌های قلم‌پایک (زرد)، جفت‌پایک (سبز) و خودپایک (آبی).

از نمونه‌های جانوران سه‌انگشتی می‌تواند کرگدن و نیاکان اسب مانند نیااسب و توسنچه و تنبل سه‌انگشتی را برشمرد. برخی از پرندگان نیز دارای سه انگشت هستند که عبارتند از شترمرغ استرالیایی، هوبره و بلدرچین.

### دوانگشتی‌ها
برین‌موش‌آهوان و تنبل‌های دوانگشتی از دوانگشتی‌ها هستند. در انسان از این نام برای نوعی ناهنجاری جسمانی استفاده می‌شود که در آن انگشت‌های میانی دست یا پا موجود نباشد و تنها انگشت شست و انگشت پنجم یا انگشتان بزرگ و کوچک باقی مانده باشند. پستانداران شکافته‌سُم (مانند گوزن، گوسفند و گاو - جفت‌سم‌سانان) و همچنین شترمرغ دوانگشتی هستند.

### یک‌انگشتی‌ها
اسب‌های امروزی و سایر گروه اسبیان و همچنین کانگوروهای استواردُم یک‌انگشتی هستند. تک‌انگشتی‌بودن کارکردمحور نیز در جانداران رخ می‌دهد بدین معنی که وزن بدن تنها روی یکی از انگشتان چندگانه آن‌ها قرار می‌گیرد که دایناسور ددپایی به نام وسپروسور نمونه آن است. خزنده‌بال‌سانی به نام نیکتوسور نیز روی اندام جلویی خود تنها یک انگشت بالی داشت که با این وصف می‌توان او را هم یک‌انگشتی دانست.

## به عنوان نقص مادرزادی

### انگشت‌چسبی

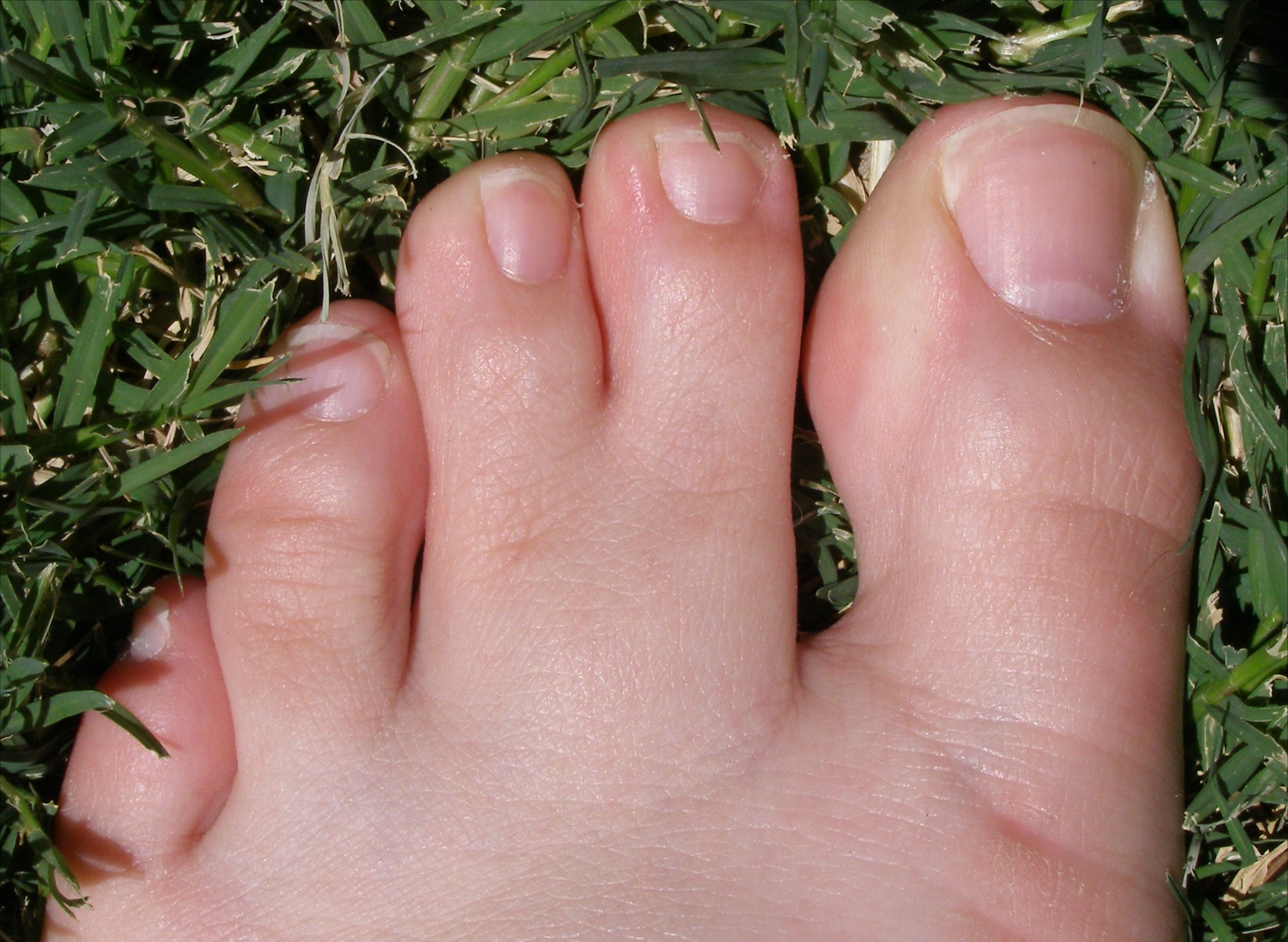
پای انسان با انگشت‌چسبی ساده جزئی.

انگشت‌چسبی وضعیتی است که در آن دو یا چند انگشت با هم جوش خورده و یکی شده باشند. انگشت‌چسبی به‌طور معمول در برخی از پستانداران مانند غبغبی و بیشتر کیسه‌داران علف‌خوار مانند کانگوروها دیده می‌شود. بروز انگشت‌چسبی در انسان یک وضعیت نامعمول به‌شمار می‌آید.

### پرانگشتی
پُرانگشتی به وضعیتی می‌گویند که یک اندام دارای تعداد انگشت‌های بیش از حد معمول باشد. این امر می‌تواند در نتیجه ناهنجاری مادرزادی در یک حیوان پنج‌انگشتی معمولی رخ بدهد. پرانگشتی در بین گربه‌های خانگی بسیار رایج است.
پرانگشتی در آبزیان چهارپای اولیه، مانند خارتاق (آکانتوستگا) گوناری حالتی معمول بود. پرانگشتی همچنین به‌طور ثانویه در برخی از چهاراندامان بعدی مانند ماهی‌خزنده‌سانان دیده می‌شود. این‌که استفاده از اصطلاح پرانگشتی معمولاً برای نقایص مادرزادی اختصاص یافته نشان می‌دهد که در آن زمان به عنوان یک ناهنجاری در نظر گرفته می‌شد، زیرا اعتقاد بر این بود که تمام چهاراندامان امروزی پنج‌انگشتی هستند یا اجدادشان پنج‌انگشتی بوده است.

### کم‌انگشتی
کم‌انگشتی به معنای داشتن تعداد انگشتانی کمتر از معمول است، در صورتی است که ناشی از قطع عضو نباشد. گاهی اوقات به آن اشتباهاً کمبود انگشت (هیپوداکتیلی) می‌گویند و گاه نیز با بی‌بَندی (آفالانژی) اشتباه گرفته می‌شود. بی‌بندی فقدان استخوان بند انگشت در یک یا (معمولا) تعداد بیشتری از انگشتان است. هنگامی که بر روی دست یا پا هیچ‌یک از انگشتان وجود نداشته باشد، به آن بی‌انگشتی (آداکتیلی) گفته می‌شود.

#### دست‌خرچنگی
دستِ خرچنگی که به عنوان ناهنجاری شکاف دست نیز شناخته می‌شود، عدم وجود مادرزادی یک یا چند انگشت مرکزی دست و پا است. در نتیجه، نوعی از کم‌انگشتی به‌شمار می‌آید. بری واکر، گوینده رادیویی، احتمالاً شناخته شده‌ترین فرد مبتلا به این ناهنجاری است که از هر ۹۱۰۰۰ نفر یک نفر را مبتلا می‌کند. دست‌خرچنگی آشکارا در میان ساکنان وادوما در زیمبابوه رایج‌تر است.

### خمیده‌انگشتی
خمیده‌انگشتی یک اصطلاح پزشکی است که انحنای یک انگشت (انگشت یا پا) را در صفحه کف دست، معمولاً انگشت پنجم ("انگشت کوچک") به سمت انگشت چهارم مجاور ("انگشت حلقه") توصیف می‌کند. این یک ناهنجاری منزوی نسبتاً رایج است که اغلب مورد توجه قرار نمی‌گیرد، اما در ترکیب با سایر ناهنجاری‌ها در برخی از سندرم‌های ژنتیکی مانند نشانگان داون، نشانگان ترنر و سندرم کورنلیا د لانژ نیز رخ می‌دهد.